# Yllenus
Genre
Yllenus est un genre d'araignées aranéomorphes de la famille des Salticidae.

## Distribution
Les espèces de ce genre se rencontrent en zone paléarctique.

## Liste des espèces
Selon World Spider Catalog (version 20.0, 24/03/2019) :
- Yllenus arenarius Simon, 1868
- Yllenus baltistanus Caporiacco, 1935
- Yllenus charynensis Logunov & Marusik, 2003
- Yllenus desertus Wesolowska, 1991
- Yllenus dunini Logunov & Marusik, 2003
- Yllenus erzinensis Logunov & Marusik, 2003
- Yllenus flavociliatus Simon, 1895
- Yllenus gajdosi Logunov & Marusik, 2000
- Yllenus horvathi Chyzer, 1891
- Yllenus karakumensis Logunov & Marusik, 2003
- Yllenus kononenkoi Logunov & Marusik, 2003
- Yllenus kulczynskii Punda, 1975
- Yllenus lyachovi Logunov & Marusik, 2000
- Yllenus marusiki Logunov, 1993
- Yllenus rotundiorificus Logunov & Marusik, 2000
- Yllenus turkestanicus Logunov & Marusik, 2003
- Yllenus uiguricus Logunov & Marusik, 2003
- Yllenus zyuzini Logunov & Marusik, 2003

## Systématique et taxinomie
Ce genre a été démembré par Prószyński en 2016.

## Publication originale
- Simon, 1868 : Monographie des espèces européennes de la famille des attides (Attidae Sundewall. - Saltigradae Latreille). Annales de la Société Entomologique de France, sér. 4, vol. 8, p. 11-72 & 529-726 (texte intégral).